# Amelia Flanagan
Amelia Flanagan (* 6. Juni 2008 in Leeds) ist eine britische Schauspielerin.

## Leben und Karriere
Flanagan wurde in Leeds geboren. Ihre jüngeren Zwillingsgeschwister, Isabella Flanagan und William Flanagan, sind ebenfalls Schauspieler. Sie begann ihre Karriere im Alter von sechs Jahren mit ihrer Rolle in Emmerdale. In der Serie spielt sie die Tochter von Donna Windsor und Marlon Dingle. 2018 bekam sie in der Miniserie Mini Moguls eine Hauptrolle.

## Filmografie
- 2014–2024: Emmerdale
- 2018: Mini Moguls

## Auszeichnungen

### Gewonnen
- 2014: Inside Soap Award in der Kategorie „Best Young Actor“[3]
- 2015: The British Soap Awards in der Kategorie „Best Young Performance“[4]
- 2016: The British Soap Awards in der Kategorie „Best Young Actor“[5]

### Nominiert
- 2016: The British Soap Award in der Kategorie „Best Young Performance“[6]
- 2017: Yorkshire Choice Award in der Kategorie „Young Achiever of the Year“[7]
- 2017: Inside Soap Award in der Kategorie „Best Young Actor“[8]
- 2022: The British Soap Awards in der Kategorie „Best Young Performer“[9]